# Pınar Karşıyaka
Pınar Karşıyaka is de professionele basketbalbranche van sportvereniging Karşıyaka SK, İzmir (Turkije). De basketbalbranche is de tweede grootste branche van Karşıyaka SK. De club speelt de thuiswedstrijden in de nieuwe zaal Pınar Karşıyaka Spor Salonu. Deze zaal werd geopend in 2002 en heeft een capaciteit van 5.000 toeschouwers. Hiervoor speelde de club van 1966 in de İzmir Atatürk Sportzaal die wat later als volleybalzaal werd gebruikt door de stad.
De basketbalbranche van Karşıyaka SK wordt gesponsord door Pınar, een merk van Yaşar Holding vooral bekend van de melkproducten en vruchtensappen. De basketbalbranche gaat daarom door het leven als Pınar Karşıyaka.

## Geschiedenis

### Successen
De grootste prestatie van de club dateert uit het seizoen 1986/87 toen men kampioen van de Türkiye Basketbol Ligi werd. In 1987 won de club daarnaast ook nog de Presidentsbeker. In 2004 haalde Pınar Karşıyaka de halve finale van de Türkiye Basketbol Ligi, en het jaar erop werd de club uit Izmir verliezend finalist van de Turkse Beker.
Op 9 februari 2014 wist Pınar Karşıyaka de Turkse Beker in de wacht te slepen door in de finale met 66-65 te zegevieren over Anadolu Efes Istanbul. Dit is tevens de eerste Turkse Beker-triomf in de geschiedenis van de club.
Tegenwoordig heeft Pınar Karşıyaka vooral jonge spelers in de gelederen, waarmee ze een vaste subtopper proberen te worden.

### Erelijst
| Nationaal             |    |            |
| Landskampioen Turkije | 2x | 1987, 2015 |
| Turkse Beker          | 1x | 2014       |
| Presidentsbeker       | 2x | 1987, 2014 |

### Ander prestaties
- EuroChallenge tweede plaats (1x): 2013
- Basketball Champions League tweede plaats (1x): 2021